# 2016년 전국장애인체육대회
제36회 전국장애인체육대회는 2016년 10월 21일부터 10월 25일까지 대한민국 충청남도에서 열렸다.

## 개요
- 대회명칭 : 제36회 전국장애인체육대회
- 개최기간 : 2016년 10월 21일 ~ 2016년 10월 25일
- 개최지 : 충청남도 (주개최지 : 아산시)
- 구호 : 품어라 행복충남, 뛰어라 대한민국
- 참가인원 : 7,938명 (선수 5,481명, 임원 및 관계자 2,457명)
- 종별 : 절단 및 기타장애, 시각장애, 지적장애, 청각장애, 뇌성마비
- 마스코트 : 충청이와 충나미

## 종목

### 정식종목
| - 양궁 - 육상 - 배드민턴 - 보치아 - 사이클 - 휠체어펜싱 - 골볼 - 론볼 - 역도 - 유도 - 사격 - 축구 - 수영 | - 탁구 - 배구 - 농구 - 휠체어테니스 - 휠체어럭비 - 볼링 - 조정 - 골프 - 댄스스포츠 - 요트 - 당구 - 태권도 - 게이트볼 |

## 경기장
| 종목         | 소재지           | 경기장                   | 종별                                | 세부종목  | 비고                   |
| ------------ | ---------------- | ------------------------ | ----------------------------------- | --------- | ---------------------- |
| 골볼         | 아산시           | 순천향대학교 체육관      | 시각장애                            |           |                        |
| 농구         | 아산시           | 호서대학교 체육관        | 지적장애                            |           |                        |
| 농구         | 아산시           | 아산시민체육관           | 지체장애                            |           |                        |
| 당구         | 천안시           | 천안시태조산청소년수련관 | 지체장애/청각장애                   |           |                        |
| 론볼         | 논산시           | 논산론볼경기장           | 지체장애/뇌성마비                   |           |                        |
| 휠체어럭비   | 당진시           | 당진실내체육관           | 지체장애                            |           |                        |
| 배구         | 천안시           | 천안시장애인종합체육관   | 지체장애                            |           |                        |
| 배드민턴     | 천안시           | 천안실내배드민턴장       | 지체장애/지적장애/청각장애/뇌성마비 |           |                        |
| 보치아       | 천안시           | 단국대학교 체육관        | 지체장애/뇌성마비                   |           |                        |
| 볼링         | 천안시           | 천안종합운동장볼링장     | 청각장애/지체장애                   |           |                        |
| 볼링         | 천안시           | 정석볼링장               | 뇌병변장애/지적장애/시각장애        |           |                        |
| 사격         | 청주시(충청북도) | 청주종합사격장           | 지체장애                            |           |                        |
| 사이클       | 음성군(충청북도) | 음성종합운동장           | 전종별                              |           |                        |
| 수영         | 아산시           | 배미수영장               | 전종별                              |           |                        |
| 양궁         | 홍성군           | 홍주종합경기장           | 지체장애                            |           |                        |
| 역도         | 아산시           | 선문대학교 체육관        | 전종별                              |           |                        |
| 요트         | 보령시           | 보령요트경기장           | 지제장애                            |           |                        |
| 유도         | 아산시           | 경찰교육원 체육관 (2층)  | 시각장애/청각장애                   |           |                        |
| 육상         | 아산시           | 이순신 종합운동장        | 전종별                              | 트랙/필드 |                        |
| 육상         | 아산시           | 곡교천로 주변            | 전종별                              | 마라톤    |                        |
| 조정         | 공주시           | 금강조정경기장           | 지체장애/시각장애/지적장애/뇌성마비 |           |                        |
| 축구         | 충주시           | 천안축구센터             | 뇌성장애/지적장애/청각장애          |           | 천연1구장, 인조1~3구장 |
| 축구         | 충주시           | 공주대 천안캠퍼스 운동장 | 시각장애                            |           |                        |
| 탁구         | 공주시           | 백제체육관               | 지체장애/청각장애                   |           |                        |
| 탁구         | 공주시           | 아트센터 고마            | 시각장애                            |           |                        |
| 휠체어테니스 | 아산시           | 강변테니스장             | 지체장애                            |           |                        |
| 파크골프     | 아산시           | 곡교천 파크골프장        | 지체장애/지적장애                   |           |                        |
| 휠체어펜싱   | 홍성군           | 홍주문화체육센터         | 지체장애                            |           |                        |
| 태권도       | 아산시           | 경찰교육원체육관 (1층)   | 전종별                              |           |                        |
| 게이트볼     | 예산군           | 예산게이트볼장           | 전종별                              |           |                        |

## 종합순위
개최지
| 순위 | 지역           | 점수    | 금  | 은  | 동  | 합계 |
| 1    | 경기도         | 191,009 | 119 | 125 | 116 | 360  |
| 2    | 서울특별시     | 154,429 | 88  | 116 | 96  | 300  |
| 3    | 충청남도       | 137,899 | 53  | 55  | 60  | 168  |
| 4    | 충청북도       | 128,525 | 96  | 57  | 60  | 213  |
| 5    | 부산광역시     | 118,441 | 82  | 60  | 63  | 205  |
| 6    | 대전광역시     | 113,014 | 69  | 66  | 65  | 200  |
| 7    | 인천광역시     | 95,385  | 52  | 71  | 42  | 165  |
| 8    | 대구광역시     | 95,029  | 36  | 43  | 54  | 133  |
| 9    | 경상북도       | 92,050  | 50  | 74  | 75  | 199  |
| 10   | 울산광역시     | 76,822  | 67  | 38  | 51  | 156  |
| 11   | 광주광역시     | 74,940  | 33  | 32  | 49  | 114  |
| 12   | 전라북도       | 70,804  | 45  | 21  | 32  | 98   |
| 13   | 제주특별자치도 | 62,874  | 40  | 28  | 34  | 102  |
| 14   | 전라남도       | 61,705  | 26  | 30  | 44  | 100  |
| 15   | 강원도         | 54,731  | 21  | 31  | 36  | 88   |
| 16   | 경상남도       | 54,585  | 23  | 44  | 27  | 94   |
| 17   | 세종특별자치시 | 8,749   | 6   | 3   | 1   | 10   |
| 총계 | 총계           | 총계    | 906 | 894 | 905 | 2705 |

## 최우수 선수상
최우수 선수상은 전국장애인체육대회 취재 기자단의 투표로 결정된다.
- 최우수 선수상(MVP) : 박철 (충청북도/사격) - 남자 공기권총 P1 개인전 및 단체전, 혼성 25m 권총 P3 개인전 및 단체전, 혼성 50m 권총 P4 단체전 금메달 (대회 5관왕)